# Melanie Mayron
Melanie Joy Mayron, född 20 oktober 1952 i Philadelphia, Pennsylvania, är en amerikansk skådespelare och regissör.

## Filmografi i urval
- 1987–1991 – Livet runt trettio (TV-serie) (85 avsnitt)
- 1990 – Hur jag lärde en FBI-agent dansa marengo
- 1982 – Försvunnen
- 1994 – Drop Zone
- 1995 – Barnvaktsklubben (regi)
- 2002 – Slap Her... She's French (regi)
- 2002 – Clockstoppers

## Fotnoter
1. ↑  Internet Broadway Database, Internet Broadway Database person-ID: 90199, läst: 9 oktober 2017.[källa från Wikidata]
2. ↑  Notable Past Students, American Academy of Dramatic Arts, läs onlineläs online.[källa från Wikidata]
3. ↑  Deutsche Synchronkartei, Deutsche Synchronkartei skådespelar-ID: 13419, läst: 4 april 2022.[källa från Wikidata]
4. ↑  Tjeckiska nationalbibliotekets databas, NKC-ID: xx0327686, läst: 3 februari 2025.[källa från Wikidata]